# Santa Fe Indian School
La Santa Fe Indian School – ou SFIS – est un pensionnat américain à Santa Fe, dans le comté de Santa Fe, au Nouveau-Mexique. Fondé en 1890 pour assurer l'instruction des enfants amérindiens, il est abrité au sein de bâtiments redessinés par John Gaw Meem dans le style Pueblo Revival.